# Віленський сейм

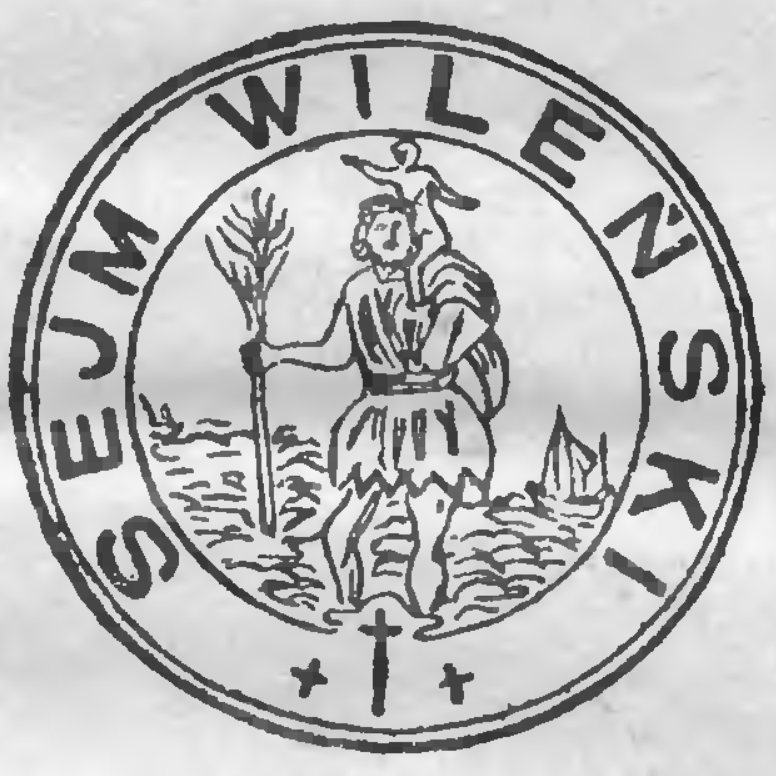
Печатка Сейму Центральної Литви

Ві́ленський сейм (пол. Sejm Wileński, Sejm Litwy Środkowej) — представницький орган населення Серединної Литви, що був створений проведеними 8 січня 1922 виборами і який 20 лютого 1922 більшістю голосів прийняв резолюцію про включення Віленського краю до складу Польщі.

## Литовсько-польсько-радянський конфлікт
У 1920 р. у тривалу суперечку між Польщею та Литвою з приводу Віленщини втрутилася Верховна Рада великих держав. На конференції у Спа 10 липня 1920 р. польському урядові було рекомендовано віддати литовцям окуповане Вільно. Але радянсько-польська війна внесла корективи у хід подій. 12 липня 1920 р. у Москві підписали радянсько-литовський договір, 14 липня Червона армія вибила поляків з Вільного, який одразу ж передали Литві.
Відповідно до тимчасової угоди, підписаної 7 жовтня 1920 р. у Сувалках, Польща визнавала Вільно та Віленську область складовою частиною Литви. Щоби знову приєднати Віленщину до Польщі й не налаштувати проти себе Антанту, яка визнала цю територію литовською, Ю.Пілсудський підготував «бунт» ґенерала Л.Желіговського, командувача польської литовсько-білоруської дивізії, до якої входило багато поляків, вихідців із цих земель. Вже ввечері 8 жовтня — на світанку 9 жовтня вони захопили Вільно. 12 жовтня польські політики проголосили створення на Віленщині Серединної Литви.

## Підготовка і проведення виборів
Зосередивши владу у своїх руках, генерал Люціан Желіговський оголосив себе Верховним головнокомандувачем війська Серединної Литви й заявив, що його мета — скликання у Вільні представників краю для висловлення справжньої волі населення. Призначені на 9 січня 1921 вибори були відкладені. 28 жовтня 1921 була призначена нова дата виборів. Остаточна версія документу, що регулювала проведення виборів, була опублікована 1 грудня 1921. До участі допускалися постійні жителі Серединної Литви та уродженці її території, вік яких досяг 21 року. Уродженців Віленщини, що проживали в Польщі, активно закликали участі у виборах. Серед 12 виборчих округів 3 знаходилися на території Польщі в Лідському і Браславському повітах (повітах) (Ліда, Браслав, Василішки) і 2 на території Литви (Ширвінти, Високий Двір). На проведення виборів міністерство фінансів Польщі 3 грудня 1921 виділило 79 млн польських марок.
Уряд Литовської Республіки 14 грудня 1921 надіслав Лізі Націй ноту протесту проти виборів, що готувалися.
У виборах взяли участь понад  64,4% мешканців Серединної Литви (249 325 осіб), які мали право голосу. Непольське населення краю вибори бойкотувало. З литовців, що мали право голосу, проголосувало 8,2%, з євреїв — 15,3%, з білорусів — 41%.

## Діяльність сейму
Перше засідання відбулося в залі Театру на Погулянці 1 лютого 1922. Після трьох голосувань 3 лютого був обраний маршалок (спікер) сейму Антоній Локуцевський (пол. Antoni Łokuciewski; від Народних рад). У сеймі утворилися права національна фракція (43 депутати), фракція Народних рад (34 депутати) і ліва — представники угруповань, що лишилися (28 депутатів). Праві вимагали негайно розпустити сейм після того, як до Варшави відбуде делегація з постановою про приєднання до Польщі. Ліві наполягали на тому, щоб Віленський сейм не розпускався, поки не буде ратифіковано або відкинуто пропозиції Установчого сейму у Варшаві.
На засіданні 20 лютого 1922 сейм переважною більшістю голосів (96 «за» і 6 утрималися, а в деяких виданнях цифри відповідно 101 і 3) прийняв резолюцію про беззастережне включення Серединної Литви до складу Польщі. Після прийняття фундаментальної постанови про входження Віленського краю (пол. Ziemi Wileńskiej) до складу Польщі, розроблявся спосіб об'єднання, варіанти його реалізації та розпуску Віленського сейму. 1 березня були обрані члени делегації (8 від правих, 5 від Народних рад, 7 від лівого блоку).
22 березня 1922 Установчий сейм у Варшаві прийняв Акт возз'єднання Віленського краю з Польською Республікою і закликав уряд перейняти владу на Віленщині. Члени делегації Віленського сейму були визнані депутатами Установчого сейму Польської Республіки. 24 березня 1922 маршалок Антоній Локуцевський оголосив про розпуск Віленського сейму.

## Зауваження
1. ↑  в українських історико-дослідницьких статтях ще вживається термін «Центральна Литва»